# Großherzogliches Bezirksamt (Karlsruhe)

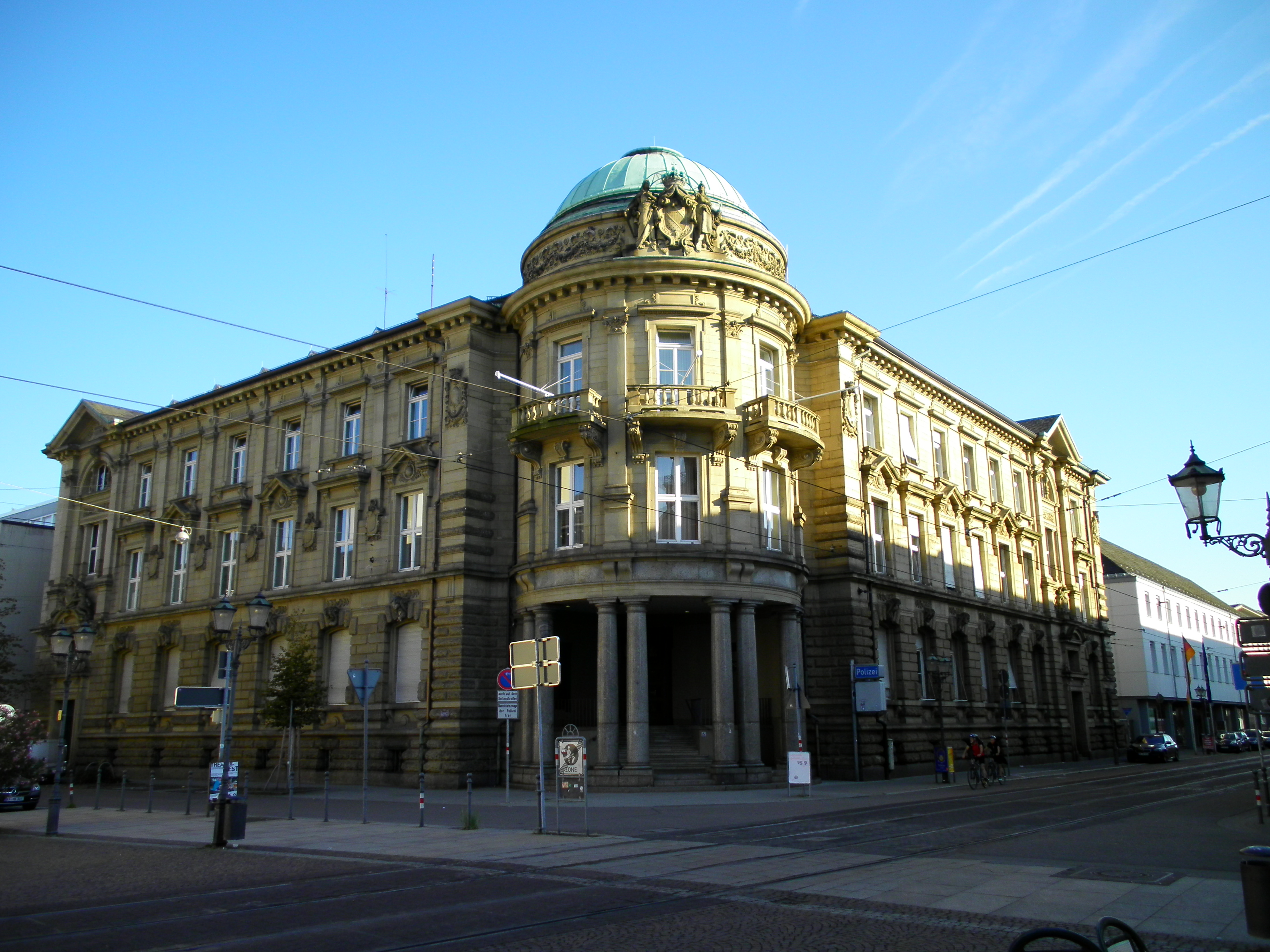
Ehemaliges Großherzogliches Bezirksamt

Das Großherzogliche Bezirksamt ist ein Verwaltungsgebäude in Karlsruhe, Karl-Friedrich-Straße 15. Es beherbergte ursprünglich das staatliche Bezirksamt Karlsruhe und wird heute als Polizeirevier Karlsruhe-Marktplatz genutzt.

## Architekturgeschichtliche und städtebauliche Bedeutung
Das Verwaltungsgebäude des Bezirksamts wurde 1900 nach einem Entwurf des Architekten und hochrangigen badischen Baubeamten Josef Durm errichtet. Die Fassade ist im Stil der Neorenaissance gestaltet – damit war dies der erste Bau am Marktplatz, der die Einheitlichkeit der klassizistischen Bebauung aufbrach.
Das Gebäude steht an der Via Triumphalis genannten Zentralachse, die vom Schloss Karlsruhe bis zum Ettlinger Tor reicht. In unmittelbarer Nähe befinden sich das Rathaus und die Evangelische Stadtkirche.